# 縣廳前停留場 (富山縣)
縣廳前停留場（日语：／ Kenchō-mae teiryūjō */?）是位於富山縣富山市安住町，屬於富山地方鐵道富山軌道線的電車站。車站編號為C17。

## 歷史
- 1913年（大正2年）9月1日 - 富山電氣軌道古手傳町停留場啟用[2]。
- 1920年（大正9年）7月1日 - 轉讓至富山市，成為富山市營軌道的電車站[3]。
- 1934年 - 櫻橋至富山站前至總曲輪之間的走線變更，電車站遷移[2]。
- 1935年（昭和10年）9月10日 - 電車站遷移至現地[2]。
- 1936年以前 - 電車站改名為縣廳前停留場[4]。
- 1943年（昭和18年）1月1日 - 路線轉讓。成為富山地方鐵道的電車站[5]。
- 1945年（昭和20年）8月2日 - 發生富山大空襲（日语：富山大空襲），使電車站暫停使用[6]。
- 1949年（昭和24年）3月15日 - 富山站前至旅籠町之間重開，此站重開[7]。
- 2014年（平成26年）3月13日　月台增設上蓋和斜度，使車站無障礙化。

## 電車站構造
本站是建在共用行車道上的地面車站，並設有2面2線的相對式月台。2014年（平成26年）3月13日，月台增設斜度並增設長12米的上蓋，使車站無障礙化。在1997年（平成9年）3月，1系統行走區間為南富山駅站至富山站之間，當日起延長至行走於南富山站前至縣廳前之間，此站靠近大學前一方設置了折返專用的渡線。後來在2001年（平成13年）12月10日修正後，1系統回到於富山站前折返，該渡線也撤走。

## 電車站周邊
- 富山縣廳（日语：富山県庁）（富山縣廳舍（日语：富山県庁舎）、富山縣議會（日语：富山県議会）議事堂）
- 縣廳前公園
- 北日本新聞（日语：北日本新聞）總部
- 富山縣警察（日语：富山県警察）總部
- 富山縣綜合福祉會館（日语：富山県総合福祉会館）（Sunship富山）
- 松川（日语：松川 (富山市)）
  - 松川公園（日语：松川公園）（日本櫻名所100選）
  - 舟橋（日语：舟橋 (富山市)）
- 富山芝園郵局
- 高志之國文學館
- 富山縣教育文化會館
- NHK富山放送局
- 富山縣民會館（日语：富山県民会館）
- 富山縣立富山中部高等學校（日语：富山県立富山中部高等学校）
- 富山市立芝園小學（日语：富山市立芝園小学校）
- 富山市立芝園中學（日语：富山市立芝園中学校）

## 相鄰電車站
富山地方鐵道
富山軌道線（支線）
新富町（C16）－縣廳前（C17）－丸之內（C18）

## 注腳
1. ↑  .   [2021年4月19日]. （原始内容存档于2021年3月5日） （日语）.
2. 1 2 3  今尾惠介（監）. . 新潮社. 2008: 36. ISBN 978-4107900241 （日语）.
3. ↑  1920年2月11日付大阪朝日新聞 北陸版 （页面存档备份，存于）（日語）（神戶大學附屬圖書館新聞記事文庫）
4. ↑  富山地方鉄道（編）. . 富山地方鉄道. 1983: 156 （日语）.
5. ↑  1942年12月7日軌道譲渡許可「軌道譲渡」『官報』1942年12月21日（國立國會圖書館數碼化收藏）
6. ↑  富山地方鉄道（編）. . 富山地方鉄道. 1979: 175 （日语）.
7. ↑  富山地方鉄道（編）. . 富山地方鉄道. 1983: 378 （日语）.

## 外部連結
- 縣廳前 市內電車 時間預定表PDF（日語） - 富山地方鐵道